# Мірекл-Веллі (Аризона)
Мірекл-Веллі (англ. Miracle Valley) — переписна місцевість (CDP) в США, в окрузі Кочіс штату Аризона. Населення — 571 особа (2020).

## Географія
Мірекл-Веллі розташований за координатами 31°22′58″ пн. ш. 110°8′55″ зх. д. / 31.38278° пн. ш. 110.14861° зх. д. (31.382900, -110.148538).  За даними Бюро перепису населення США в 2010 році переписна місцевість мала площу 1,42 км², уся площа — суходіл.

## Демографія
Згідно з переписом 2010 року, у переписній місцевості мешкали 644 особи в 232 домогосподарствах у складі 151 родини. Густота населення становила 454 особи/км².  Було 287 помешкань (203/км²).
Расовий склад населення:
| - 66,3 % — білих - 4,2 % — чорних або афроамериканців - 1,1 % — корінних американців - 0,5 % — азіатів - 0,2 % — вихідців з тихоокеанських островів - 23,6 % — осіб інших рас |

До двох чи більше рас належало 4,2 %. Частка іспаномовних становила 37,6 % від усіх жителів.
За віковим діапазоном населення розподілялося таким чином: 29,8 % — особи молодші 18 років, 59,8 % — особи у віці 18—64 років, 10,4 % — особи у віці 65 років та старші. Медіана віку мешканця становила 36,8 року. На 100 осіб жіночої статі у переписній місцевості припадало 91,1 чоловіків;  на 100 жінок у віці від 18 років та старших — 101,8 чоловіків також старших 18 років.
Середній дохід на одне домашнє господарство  становив 41 452 долари США (медіана — 37 143), а середній дохід на одну сім'ю — 49 985 доларів (медіана — 38 831). За межею бідності перебувало 5,0 % осіб, у тому числі 0,0 % дітей у віці до 18 років та 24,1 % осіб у віці 65 років та старших.
Цивільне працевлаштоване населення становило 165 осіб. Основні галузі зайнятості: освіта, охорона здоров'я та соціальна допомога — 43,6 %, будівництво — 20,0 %, науковці, спеціалісти, менеджери — 18,8 %.